# Stygnus weyrauchi
Stygnus weyrauchi is een hooiwagen uit de familie Stygnidae.